# Kedian (köpinghuvudort i Kina, Hubei Sheng, lat 31,36, long 112,87)
Kedian är en köpinghuvudort i Kina. Den ligger i provinsen Hubei, i den centrala delen av landet, omkring 160 kilometer nordväst om provinshuvudstaden Wuhan. Antalet invånare är 13 263. Befolkningen består av 6 421 kvinnor och 6 842 män. Barn under 15 år utgör 10,0 %, vuxna 15-64 år 80 %, och äldre över 65 år 9,0 %.
Runt Kedian är det ganska tätbefolkat, med 199 invånare per kvadratkilometer. Närmaste större samhälle är Dongqiao, 18,9 km söder om Kedian. I omgivningarna runt Kedian växer i huvudsak blandskog.
Genomsnittlig årsnederbörd är 1 100 millimeter. Den regnigaste månaden är augusti, med i genomsnitt 175 mm nederbörd, och den torraste är december, med 15 mm nederbörd.